# John Atherton
John Atherton (Bridgwater, 1598 – Dublino, 5 dicembre 1640) è stato un vescovo anglicano irlandese, impiccato per sodomia.

## Biografia
Studiò all'Università di Oxford e divenne membro del clero anglicano. Nel 1636 venne nominato vescovo di Lismore e Waterford (in Irlanda). Nel 1640 venne accusato di sodomia con un uomo, John Childe, giudicato e condannato a morte in base al "Buggery Act" del 1533.
Secondo le testimonianze confessò la sua colpevolezza prima dell'esecuzione, mentre durante il processo si era dichiarato innocente. Recentemente alcuni storici hanno affermato che John Atherton fu vittima di una cospirazione per screditare lui e i suoi protettori.